# Infante

Mũ miện (coronet) của một Infante Bồ Đào Nha.

Infante (tiếng Tây Ban Nha: [iɱˈfante], tiếng Bồ Đào Nha: [ĩˈfɐ̃t(ɨ)]; f. infanta), phiên Infanta dành cho nữ, hay Infant, là một dạng kính xưng dành cho các Vương tử và Vương nữ của các quốc gia thuộc Bán đảo Iberia, bao gồm Tây Ban Nha, Bồ Đào Nha hoặc các quốc gia cổ xưa hơn như Vương quốc Castilla, Aragón, Navarra và León.
Cũng như Prince của Vương quốc Liên hiệp Anh hay Đại vương công Áo (Archduke) của Hoàng tộc Habsburg, tước vị này là một dạng danh xưng mặt định cho các thành viên thuộc Vương thất Tây Ban Nha và Bồ Đào Nha, xuất hiện mặt định mà không cần phải trải qua sắc phong. Trường hợp là vợ của một Infante, tùy vào sự đồng thuận của thành viên vương thất, mà người vợ đó có thể trở thành Infanta (như Alicia, Công tước phu nhân xứ Calabria), tuy nhiên từ năm 1987 thì việc này đã thực sự hạn chế, không còn hiển nhiên nữa (như Anne d'Orléans). Tương tự, chồng của một Infanta cũng không tự nhiên trở thành Infante.
Dù Infante và Infanta rất điển hình cho con trai và con gái trực tiếp của Vua Bồ Đào Nha và Tây Ban Nha, vẫn có trường hợp hậu duệ dòng xa vẫn có thể được đặc cách nhận danh hiệu này, nhất là các cháu nội của vua. Dĩ nhiên, những trường hợp này phải được cân nhắc và thông qua mới có thể tiến hành.